# Volatilita
Volatilita označuje míru kolísání hodnoty aktiva nebo jeho výnosové míry (obvykle jako směrodatnou odchylku těchto změn během určitého časového úseku). Tento pojem je vhodný pro odhad potenciálního nárůstu či poklesu hodnoty aktiva v budoucnosti na základě změn hodnot tohoto aktiva v minulosti nebo pro vyjádření míry rizika investice do určitého aktiva.

## Charakteristika volatility
Obecně se pojem volatilita používá pro vyjádření nestálosti nebo změny, ale ve finančním světě vyjadřuje míru kolísání hodnoty aktiva v průběhu času. Volatilita přitom neuvádí směr pohybu hodnoty, ale pouze její rozptyl.
Volatilita je z toho hlediska i nástroj, s jehož pomocí lze odhadovat předpokládat potenciální nárůst či pokles hodnoty aktiva v budoucnosti na základě změn hodnot tohoto aktiva v minulosti. Z hlediska toho volatilita vyjadřuje i míru rizika investice do určitého aktiva.
Volatilita se obvykle počítá v absolutních nebo relativních hodnotách a platí, že čím vyšší je, tím větší riziko je zde poklesu nebo potenciál růstu hodnoty aktiva.
Pokud se hodnota aktiva mění rychleji a ve větším rozpětí, mluví se obvykle o vysoké volatilitě. Jestliže má ale hodnota po dlouhý čas podobnou výši, mluví se obvykle o nízké, nebo dokonce nulové volatilitě. Když pak hodnota aktiva padá extrémně dolů, mluví se o krachu, naopak při extrémním růstu o bublině.
Při nízké hodnotě volatility se snižuje riziko investice, jako je tomu například u investice do dluhopisů. Vysoká volatilita je například u kryptoměn. Každý investor nebo trader tedy bere volatilitu aktiva na zřetel, určuje totiž možný rozsah pohybu ceny i dobu, po kterou je vhodné aktivum držet pro zhodnocení.
U finančních instrumentů roste volatilita s odmocninou časového úseku, na němž je měřena.

## Indikátory volatility
Indikátory volatility jsou o matematické ukazatele, které porovnávají aktuální kolísavost s kolísavostí předchozí, pomocí čehož lze předpovídat změnu hodnoty aktiva v budoucnosti.
Těchto ukazatelů je více, ale mezi ty nejvíce používané patří například Bollingerova pásma anebo average true range (ATR), které jsou součástí základní výbavy každého tradingového softwaru.

## Definice
Roční volatilita {\displaystyle \sigma } je směrodatná odchylka {\displaystyle \sigma } logaritmů výnosů aktiva v průběhu 1 roku.
Obecná volatilita {\displaystyle \sigma _{T}} pro časový úsek {\displaystyle T} v letech je vyjádřena jako: {\displaystyle \sigma _{T}=\sigma {\sqrt {T}}}.

## Druhy volatility
V základním dělení rozlišujeme volatilitu nízkou a vysokou, které jsou popsány výše. Dále se ve finančním světě lze setkat s volatilitou implicitní a historickou. Oba tyto druhy jsou udávány v procentech a zpravidla se přepočítávají na roční volatilitu.

### Historická volatilita
Historická, neboli také statistická volatilita zachycuje kolísání cen určitého aktiva v předem stanoveném časovém období. Jedná se o statistický výpočet míry odchylky od očekávané ceny či výnosnosti aktiva vycházející pouze z historických dat.

### Implikovaná volatilita
Oproti historické volatilitě, která sama o sobě zachycuje pouze minulost a nedělá žádné prognózy do budoucna, se implikovaná volatilita zaměřuje na očekávanou nestabilitu trhu. Implikovaná volatilita je založena na aktuálních cenách opcí. Proto se hodnota implikované volatility neustále mění. Je závislá na střetu nabídky s poptávkou, který ovlivňuje cenu aktiv či opcí. Dále ji determinuje mnoho dalších činitelů – makroekonomických či mikroekonomických, politických a.j.

### Anualizovaná volatilita
Anualizovaná volatilita je pojem související s měřením rizikovosti fondů a výnosů, kterých je fond schopen docílit. Čím méně je fond volatilní, tím jistější je jeho výnosnost a menší jeho rizikovost. Anualizovaná volatilita fondu je statisticky počítána jako směrodatná odchylka denních zisků od založení fondu.

### Budoucí volatilita
Budoucí volatilita se počítá od dnešního data. Její konec je v budoucnu, typicky u data expirace opce.

### Korelovaná volatilita (beta)
Korelovaná volatilita (beta) srovnává volatilitu aktiva vůči benchmarku (např. akciový index).

## Volatilní trhy
- Akciový trh – stupeň volatility se mění v závislosti na sledovaném časovém období. V krátkodobém hledisku sledujeme vysokou volatilitu. Ve výhledu měsíců a let mají aktiva na akciovém trhu v zásadě tendenci růst, čímž se trh stává méně volatilní z dlouhodobého hlediska.[12]
- Bitcoin je jednou z nejpopulárnějších kryptoměn. Trh kryptoměn je extrémně volatilní.[13]
- Forex (zkratka pro Foreign Exchange – angl. směna cizích měn) – volatilita na trhu Forex závisí především na směnném kurzu a aspektech měn v daném měnovém páru. Křížové měnové páry (páry nezahrnující americký dolar) a exotické měnové páry jsou obecně volatilnější.
- Ropa – s ropou se obchoduje na dvou hlavních trzích NYMEX (New York Mercantile Exchange) a ICE (Intercontinental Exchange). Na její volatilitu mají vliv zejména údaje o produkci ze zemí OPEC a mezinárodní geopolitická situace.
- Zlato je bezpečnou investiční komoditou v období světových či hospodářských krizí. Volatilita na trhu zlata se obecně řadí mezi nejnižší. [4]

## Koeficient beta
Beta může nabývat hodnot od nuly do nekonečna. Vyjadřuje relativní volatilitu aktiva či portfolia vzhledem k základně (např. akcie nebo akciový index). Označuje se také jako korelovaná volatilita (výše).

## Co způsobuje volatilitu
Volatilitu na trhu ovlivňují zejména nečekané fundamentální zprávy, jako je rozhodnutí centrálních bank o úrokové sazbě, daňová a rozpočtová rozhodnutí vlád, inflační údaje nebo třeba míra nezaměstnanosti. Významný vliv mají také důležité mezinárodní politické události, jako jsou volby a referenda, schůzky světových politiků, nebo třeba válečné střety.
Obvykle také platí, že čím víc velkých hráčů na trhu obchoduje, tím větší volatilitu tam můžeme zaznamenat. Proto trh obvykle zaznamenává největší cenové skoky během společné obchodní seance Londýna a New Yorku mezi druhou a šestou hodinou odpoledne středoevropského času. Nejnižší volatilitu naopak zaznamená, když se obchoduje pouze na asijských a australských burzách.